# 安条克七世
安条克七世（来自信德的人）Antiochus VII Sidetes ，塞琉西王朝的叙利亚国王（前138年—前129年在位）。德米特里二世之弟，在其兄被安息帝國俘虏后即位。
安条克七世再次征服了帝国境内的犹太人，这些犹太人在反对安条克四世的斗争后一度获得独立。
安条克七世继续与帕提亚进行斗争。前129年，他在与帕提亚國王弗拉特斯二世的战争中阵亡。此后塞琉西王朝的版图更为缩小（失去美索不达米亚以东的全部属地）。